# Balthasar von Marschalck
Balthasar Freiherr von Marschalck (* 1625; † 1685) war ein erzstiftisch-bremischer Domherr und Hofmarschall König Karls X Gustav von Schweden.

## Leben
Balthasar Freiherr von Marschalck entstammte der Familie Marschalck von Bachtenbrock aus erzstiftisch-bremischem Uradel. Er wurde als ältester  Sohn des Verdener Domherrn und Landrats des Erzstifts Bremen, Franz von Marschalck (1589–1646) auf Wischhof (Kirchspiel Hechthausen) und der Jutta Anna von Marschalck aus der Ovelgönner Linie der Familie geboren.
1641 erhielt er auf Bitte seines Vaters ein Kanonikat im Bremer Domkapitel. Den Statuten dieses Gremiums entsprechend wurden ihm drei Jahre nach seinem Eintritt in das Domkapitel im Jahr 1644 als Canonicus emancipatus die vollen Rechte als Domherr zuerkannt. Nach der Säkularisation des Erzstifts Bremen und der damit verbundenen Aufhebung des Domkapitels stellte sich Balthasar in die Dienste der neuen, nunmehr schwedischen Landesherrschaft.
1660 heiratete er auf Schloss Drottningholm Elisabet Gyllenhielm (1622–1682), eine Nichte des damals bereits verstorbenen Königs Gustav Adolf von Schweden. Dessen jüngerer Bruder, ihr Vater Prinz Carl Filip Wasa (1601–1622),  hatte  1620 heimlich Elisabets Mutter, eine adlige Kammerjungfer der Königinwitwe Christine, geehelicht. Die gemeinsame Tochter Elisabet wurde kurz nach dem frühen Tod von Prinz Karl Filip geboren. 
Nach der Eheschließung bezog Balthasar von Marschalck mit seiner Gattin das in Mittelschweden, ca. 60 km westlich von Stockholm gelegene Schloss Tynnelsö, das Elisabet von der damaligen Königin Christine, ihrer Cousine, als Geschenk erhalten hatte.
Als Kammerherr König Karls X. Gustav und königlich schwedischer Hofmarschall wurde Balthasar von Marschalck am 19. Juli 1675 in den schwedischen Freiherrenstand erhoben und 1678 in die Freiherrenklasse der schwedischen Ritterschaft introduziert.
Nach seinem Tod im Jahr 1685 wurde Balthasar Freiherr von Marschalck an der Seite seiner bereits 1682 verstorbenen Ehefrau im Dom zu Strängnäs beigesetzt.

## Familie
Die Ehe Balthasar von Marschalcks mit Elisabet Gyllenhielm blieb kinderlos.
Elisabet war in erster Ehe mit dem Landshövding Axel Turesson Natt och Dag verheiratet, der 1647 verstarb, und schwedische Mistress of the Robes.